# 路易·肯普
路易·肯普（法語：Louis Kempe，1898年5月12日—1970年8月31日），生于图尔宽，法国男子竞技体操运动员。他曾获得1920年夏季奥运会体操比赛男子团体全能铜牌。他于1970年在图尔宽去世。